# Televerkets hus, Gävle
Televerkets hus i Gävle uppfördes 1912 efter ritningar av Victor Bodin. Huset blev ett statligt byggnadsminne i juni 1993 och omvandlades till ett byggnadsminne enligt Kulturmiljölagen i november samma år.
Huset är i tre våningar och en vindsvåning under det brutna taket som klätts med svartglaserat tegel. Fasaderna har murats med brunt tegel med dekorationer av grönt kakel och huggen sten. Entrén med glasade ekdörrar ramas in av en omfattning i finhuggen sten. Interiörerna har till stor del renoverats bort och enbart trapphuset och telefonsalens tak har bevarats i någorlunda ursprungligt skick.